# Сорочинка (струмок)
Сорочинка — струмок (річка) в Україні у Кривоозерській селищній громаді Первомайського району Миколаївської області. Ліва притока річки Секретарки (басейн Південного Бугу).

## Опис
Довжина струмка приблизно 7,41 км, найкоротша відстань між витоком і гирлом — 6,60 км, коефіцієнт звивистості річки — 1,12. На деяких ділянках струмок пересихає.

## Розташування
Бере початок на південно-східній стороні від села Курячі Лози. Тече переважно на південний схід понад селом Сорочинка і на південно-західній стороні від села Секретарки впадає в річку Секретарку, праву притоку Південного Бугу.

## Цікаві факти
- У XX столітті на струмку існували газгольдер та декілька природних джерел[2], а у XIX столітті — скотний двір[1].